# Alice Hughes

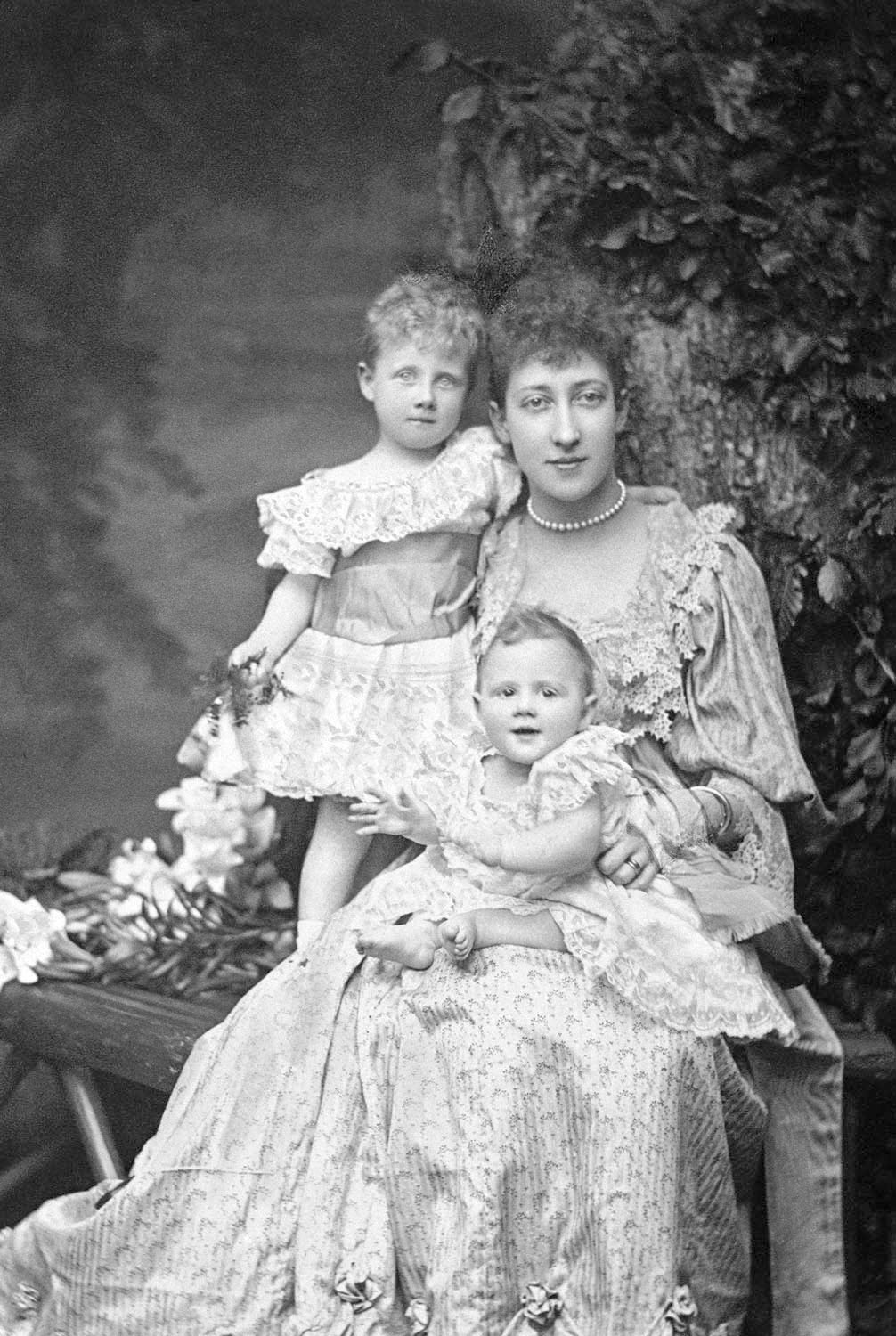
Princezna Luisa s dcerami, asi 1894

Alice Mary Hughes (31. srpna 1857 Londýn – 4. dubna 1939 Worthing) byla anglická portrétní fotografka. V Londýně provozovala fotografické studio, ve kterém se specializovala na snímky exkluzivních žen a také dětí.

## Životopis
Hughes byla nejstarší dcerou portrétního malíře Edwarda Hughese (1832–1908). Po studiu fotografie na Londýnské polytechnice otevřela v roce 1891 fotostudio vedle ateliéru svého otce v Gower Street v Londýně, které provozovala až do prosince roku 1910.
Ve své době byla přední fotografkou královské rodiny, elegantních žen a dětí, kterým vyráběla kvalitní platinotypové tisky. Během svých nejúspěšnějších období zaměstnávala až 60 žen a nafotografovala až 15 setkání denně. V roce 1914 krátkou dobu před první světovou válkou provozovala firmu v Berlíně, ale na začátku války se vrátila do Londýna a v roce 1915 otevřela studio na Ebury Street. Studio na Ebury Street však nebylo tak úspěšné jako její první podnik, proto jej v roce 1933 uzavřela a odešla do Worthingu, kde zemřela po pádu ve své ložnici v roce 1939.
Od roku 1898 do roku 1909 přispěla několika stovkami portrétů do britského týdeníku Country Life. V roce 1910 prodala 50 000 negativů společnosti Speaight Ltd. Alice Hughes inspirovala londýnskou fotografku Lalliu Charlesovou. Dalšími průkopnicemi fotografkami své doby byly: Rita Martinová, Christina Broom, Kate Pragnellová nebo Lizzie Caswall Smith.
| „                                         | Alice Hughes, průkopnice portrétní fotografie, vyvinula výrazný styl spojením konvencí společenského portrétu s chladnými, monochromatickými tóny platinového tisku. | “ |
| — Oxford Dictionary of National Biography | |   |

## Galerie

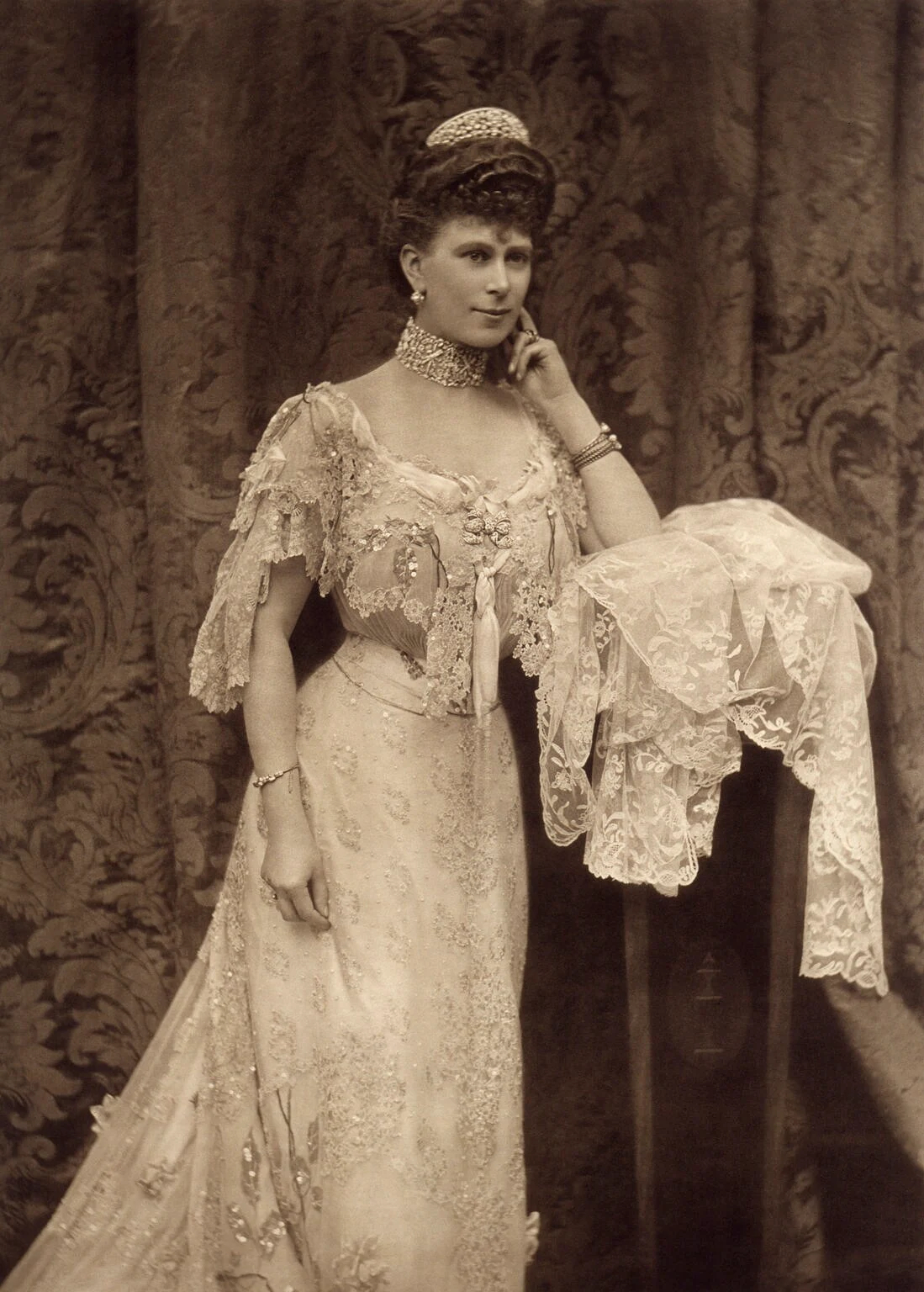
Marie z Tecku, 1905
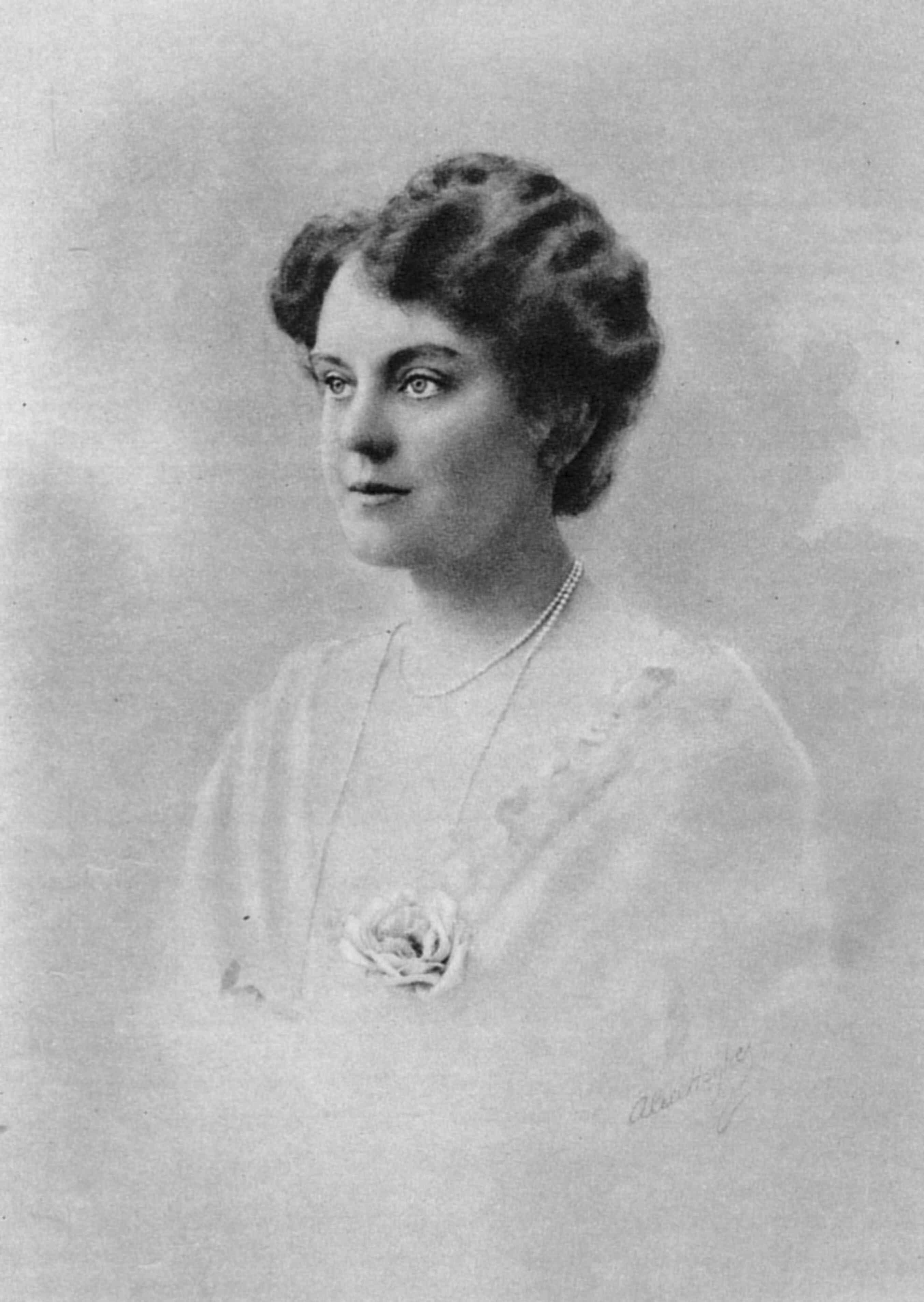
Lady Jellicoe, 1917
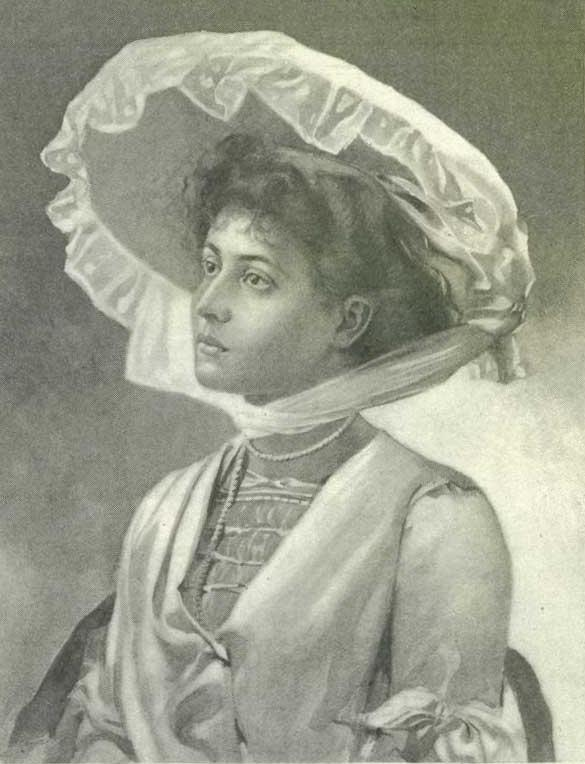
Pauline Astor, 1904
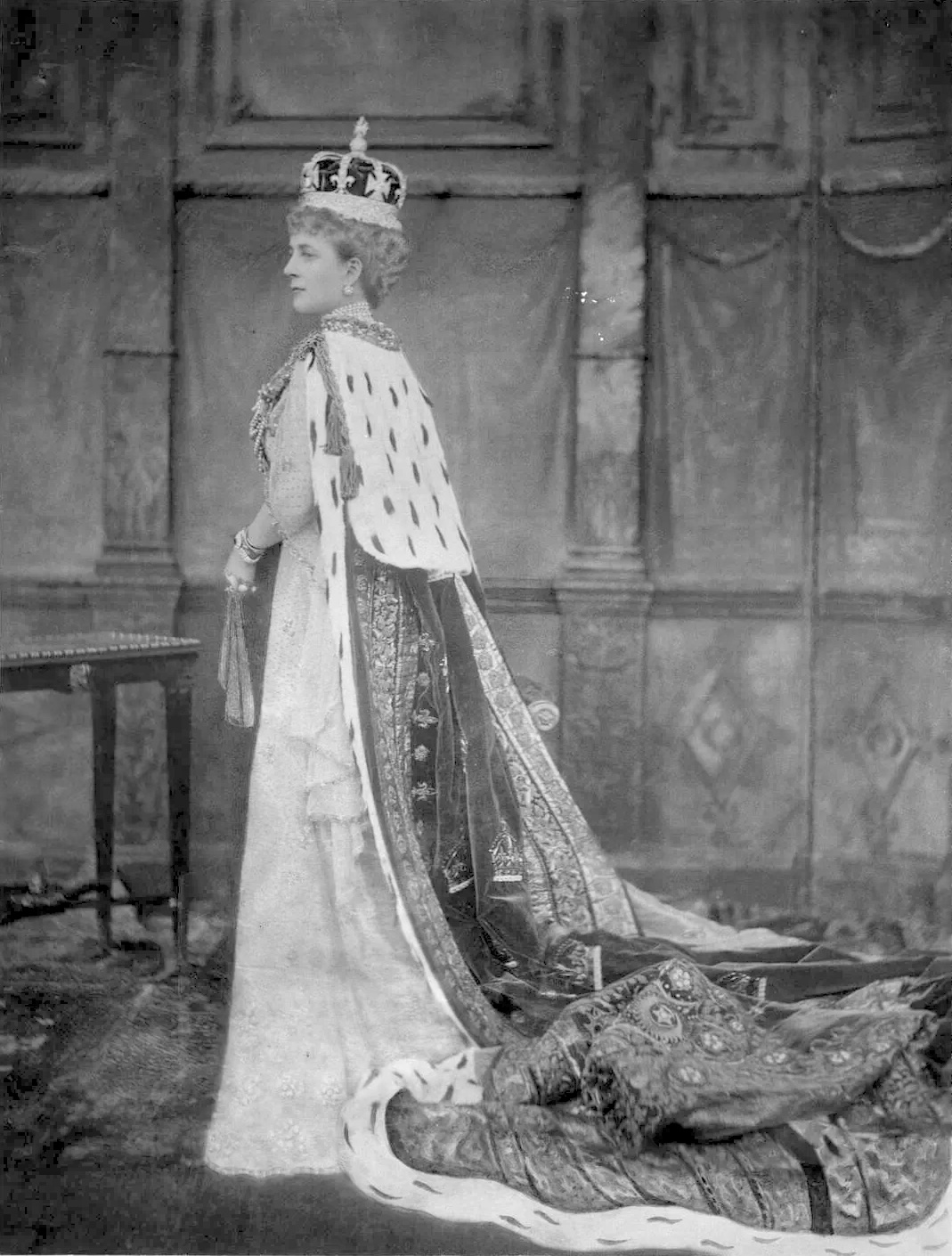
Alexandra Dánská, 1902
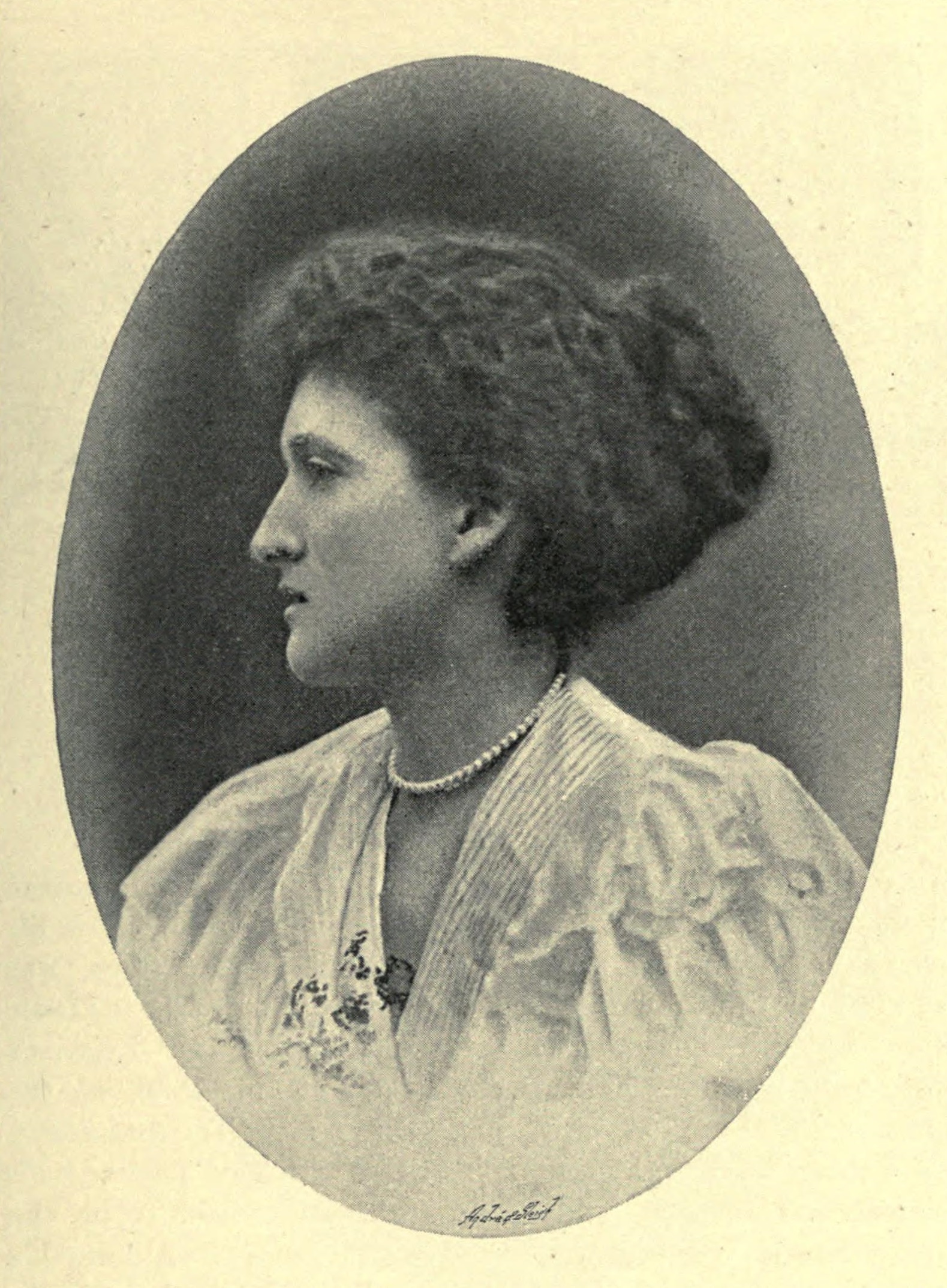
Margot Asquith, asi 1895
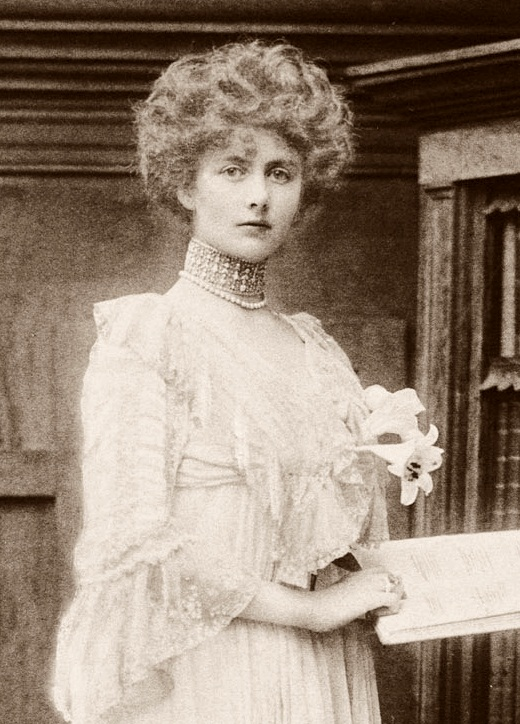
Lady Helen Vincent
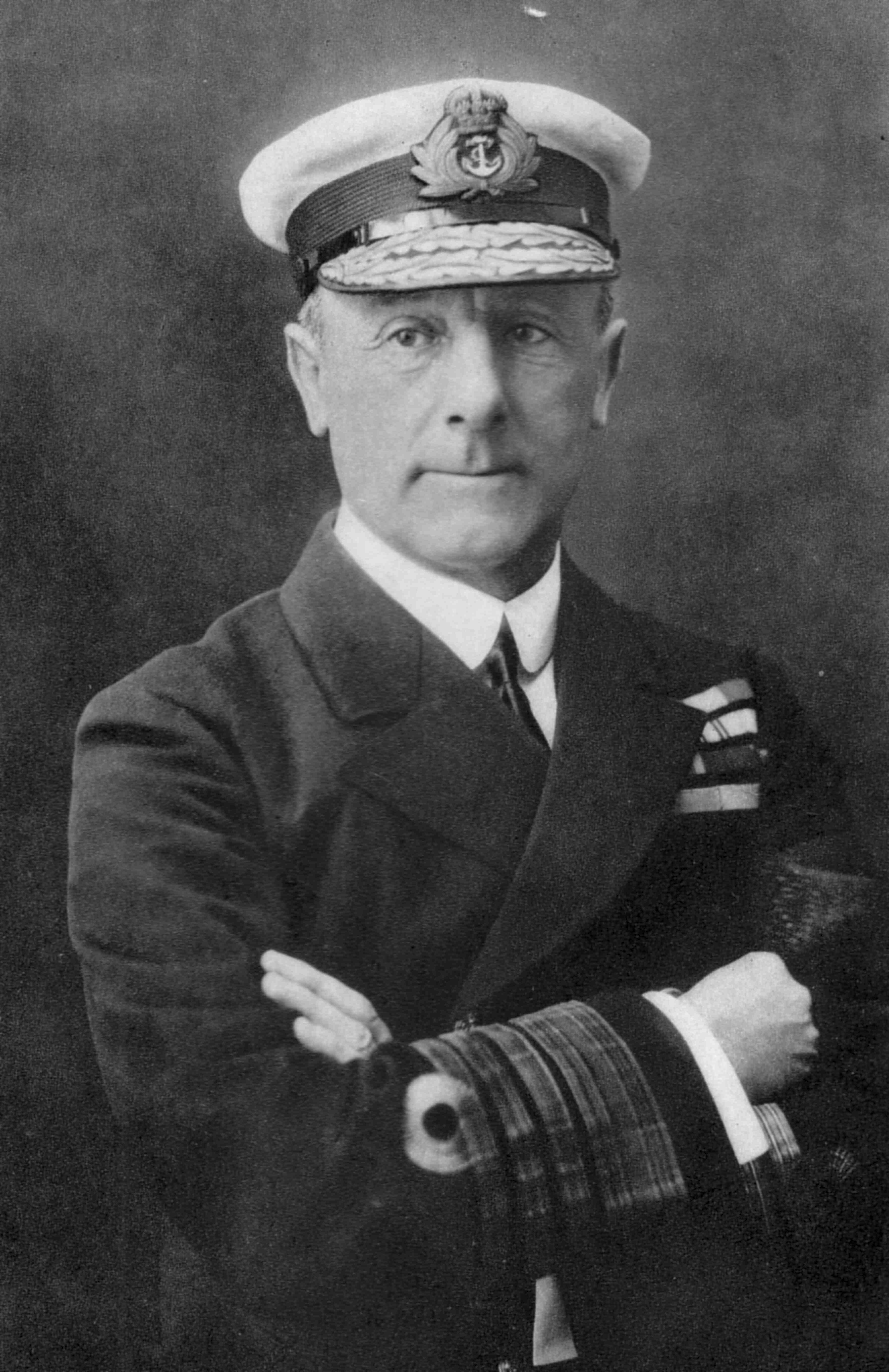
Admirál John Jellicoe, 1917
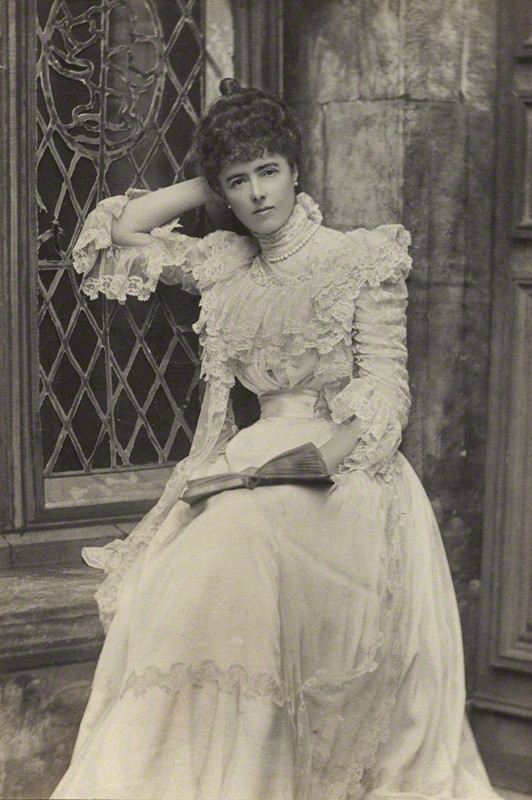
Georgina Ward, Countess of Dudley, asi 1902